# Troides riedeli
Troides riedeli är en fjärilsart som först beskrevs av Kirsch 1885.  Troides riedeli ingår i släktet Troides och familjen riddarfjärilar. Inga underarter finns listade i Catalogue of Life.

## Bildgalleri

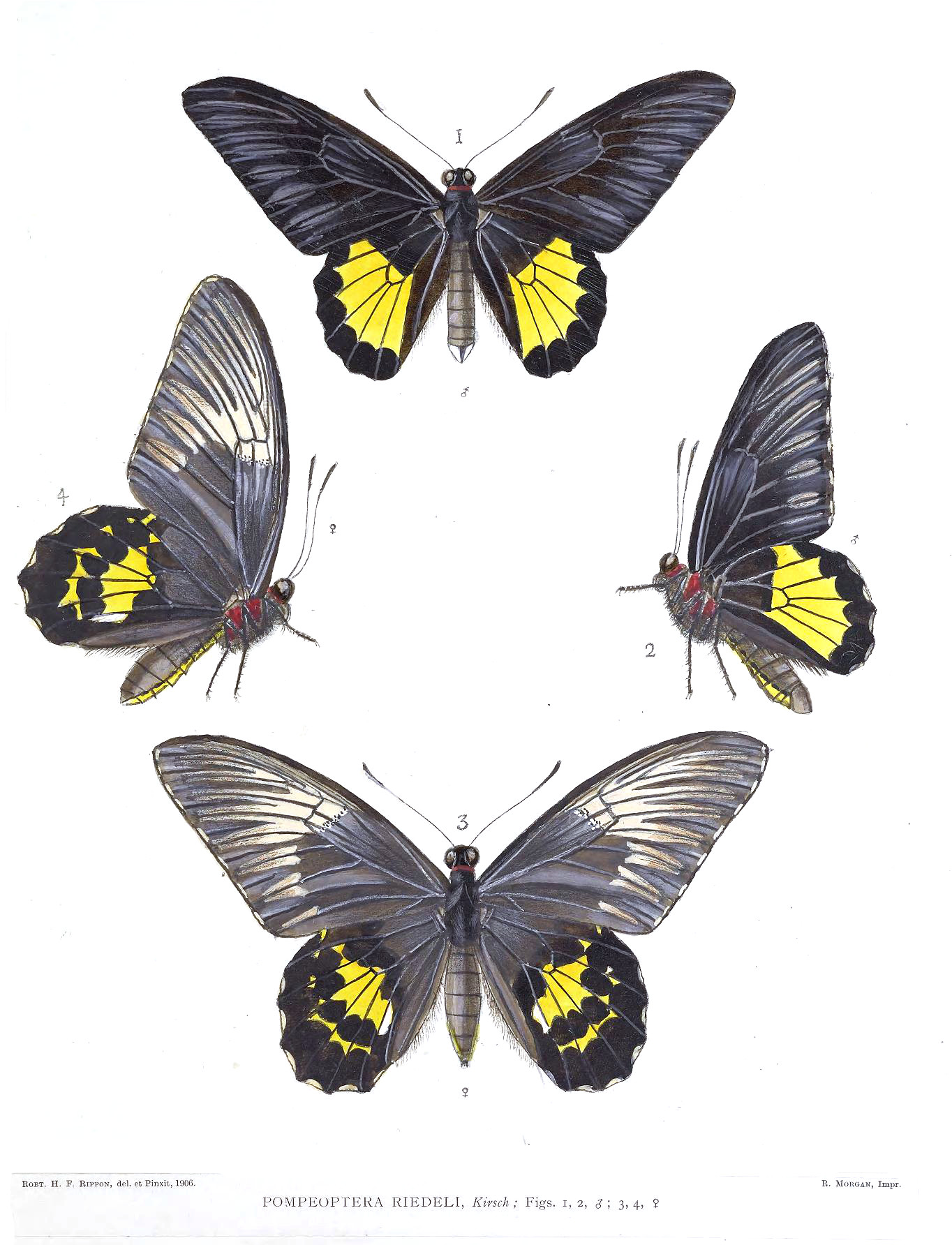